# Шарья (станция)

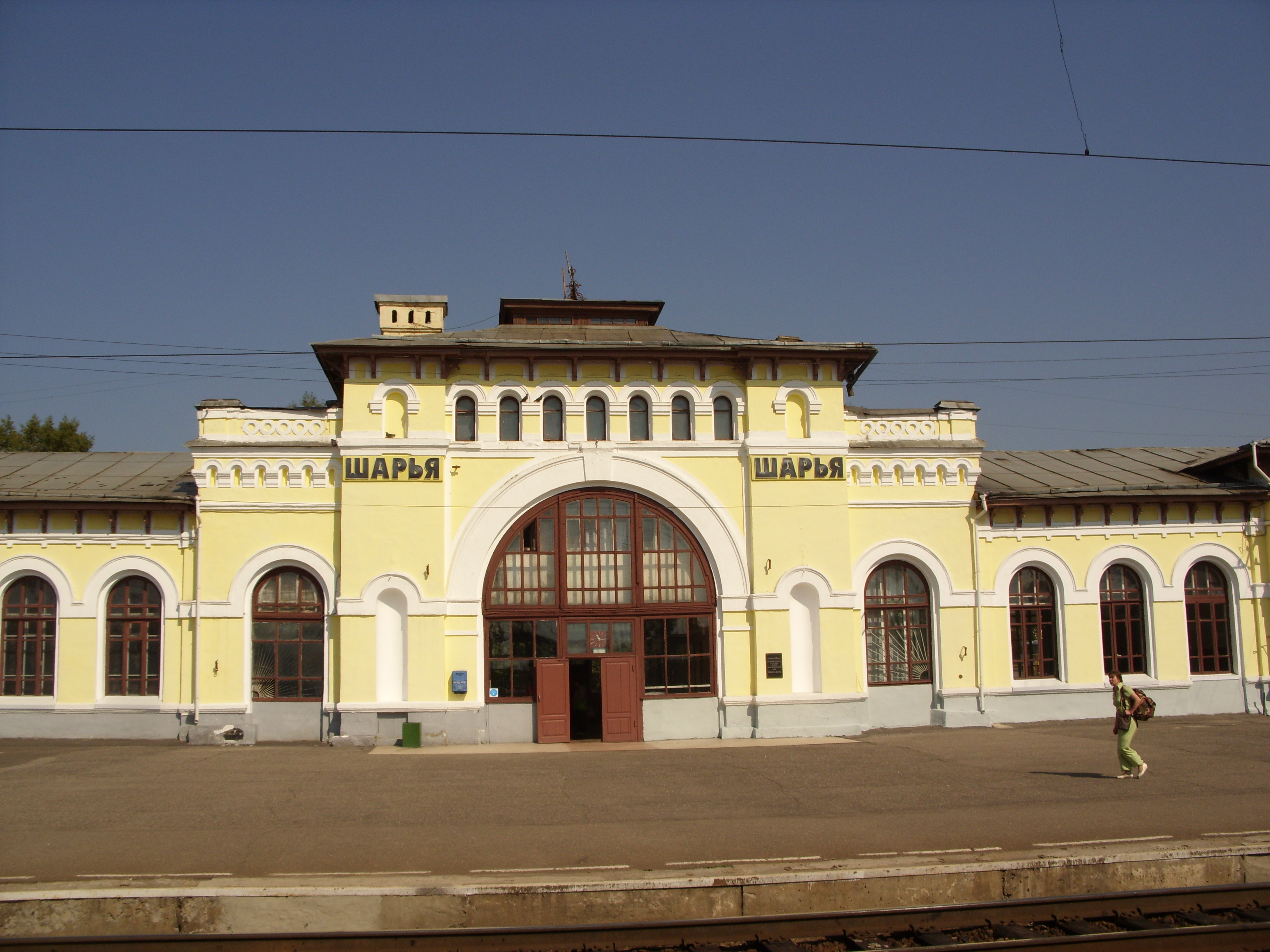
Фасад вокзала Шарья

Шарья́ — железнодорожная станция Вологодского региона Северной железной дороги, находящаяся в городе Шарье Костромской области.
По станции осуществляется смена локомотивных бригад пассажирских и грузовых поездов.
Здание вокзала станции —  Объект культурного наследия народов РФ регионального значения. Рег. № 441811314750005 (ЕГРОКН). Объект № 4430140000 (БД Викигида)

## История
Станция открыта в ноябре 1906 года в составе пускового участка Вологда — Вятка (ныне Киров) Московско-Ярославско-Архангельской железной дороги длиной 593 версты (633 км).
В 1969 году, в ходе электрификации участка Номжа — Свеча, станция была электрифицирована на переменном токе 25кВ.
В 2020 году завершена длившаяся 2 года реконструкция вокзального здания.
В 2021 году построен новый надземный пешеходный переход через пути.
В ноябре 2022 года в восточной части станции открыт новый транзитный парк, строившийся больше 2 лет.

## Деятельность
Станция открыта для грузовой работы.

## Движение поездов
По состоянию на апрель 2021 года через станцию курсируют следующие поезда дальнего следования:
| № поезда                         | Маршрут движения                 | № поезда                         | Маршрут движения                 |
| Круглогодичное обращение поездов | Круглогодичное обращение поездов | Круглогодичное обращение поездов | Круглогодичное обращение поездов |
| -------------------------------- | -------------------------------- | -------------------------------- | -------------------------------- |
| 13 "Новокузнецк"                 | Новокузнецк — Санкт-Петербург    | 14 "Новокузнецк"                 | Санкт-Петербург — Новокузнецк    |
| 67                               | Абакан — Москва                  | 68                               | Москва — Абакан                  |
| 69                               | Чита — Москва                    | 70                               | Москва — Чита                    |
| 71 "Демидовский Экспресс"        | Екатеринбург — Санкт-Петербург   | 72 "Демидовский Экспресс"        | Санкт-Петербург — Екатеринбург   |
| 73                               | Тюмень — Санкт-Петербург         | 74                               | Санкт-Петербург — Тюмень         |
| 01                               | Владивосток — Москва             | 02                               | Москва — Владивосток             |
| 123                              | Киров — Санкт-Петербург          | 124                              | Санкт-Петербург — Киров          |
| Сезонное обращение поездов       |                                  |                                  |                                  |
| 191                              | Челябинск — Санкт-Петербург      | 192                              | Санкт-Петербург — Челябинск      |

### Пригородное сообщение
| № поезда | Маршрут движения      | № поезда | Маршрут движения      |
| -------- | --------------------- | -------- | --------------------- |
| 6333     | Свеча — Шарья         | 6346     | Шарья — Свеча         |
| 6341     | Шарья — Николо-Полома | 6342     | Николо-Полома — Шарья |
| 6349     | Шарья — Николо-Полома | 6350     | Николо-Полома — Шарья |

## Адрес вокзала
- 157500, Россия, Костромская область, г. Шарья, Вокзальная ул., 27в